# Карате савез Републике Српске
Карате савез Републике Српске (енгл. Karate Association Republic of Srpska) кровна је спортска организација која окупља све карате клубове на територији Републике Српске.
Карате савез Републике Српске је члан Свјетске карате конфедерације (World Karate Confederation). КСРС учествује на међународним такмичењима, организује међународна такмичења и првенства у Републици Српској. КСРС сарађује са Министарством породице, омладине и спорта Републике Српске и руководи се савјетима истог. Сједиште Карате савеза Републике Српске се налази у улици Краља Петра I Ослободиоца бр. 83 у Приједору.

## Историјат
Карате савез Републике Српске је званично основан 1992. године. Према Закону о спорту Републике Српске, Карате савез Републике Српске је једина званична и законска гранска карате организација Републике Српске, тако да постојећа „Карате федерација Републике Српске“ није регистрована организација. У члану 93. Закона о спорту Републике Српске се каже да на територији Републике Српске може да постоји само један грански савез у области и грани једног спорта.

## Карате репрезентација Републике Српске

### Резултати репрезентације
- Европско Гођу-риу првенство за јуниоре 27. септембар 1998. у Брну, Чешка, освојено 4 златне и двије бронзане медаље.
- Европско сениорско  првенство 18. јуни 2000. у Клуж-Напока, Румунија, освојена једна златна, једна сребрна и 4 бронзаних медаља.
- Свјетско сениорско  првенство 23. јуни 2001. у Абердину, Шкотска, освојено 2 златне, 1 сребрна и 4 бронзане медаље.
- Свјетско сениорско  првенство 22. јуни 2001. у Петровграду, Русија, освојена једна златна, 1 сребрна и 6 бронзаних медаља.
- Европско сениорско  првенство 6. јуни 2004. у Венецији, Италија, освојено 3 златне, 3 сребрне и 5 бронзаних медаља.
- Свјетски WKC куп за дјецу и јуниоре 22. октобар 2004. у Дармштат, Њемачка, освојено 7 златних медаља, 1 сребрна и 9 бронзаних медаља.
- Свјетско сениорско  првенство 9. октобар 2005. у Новом Саду, Србија и Црна Гора, освојена 1 сребрна и 6 бронзаних медаља.
- Европско сениорско  првенство 6. јуни 2006. у Братислави, Словачка, освојено 2 златне, 2 сребрне и 2 бронзане медаље.
- Свјетско  првенство за омладину и Јуниорски куп за дјецу 22. октобар 2006. Хановер, Њемачка, освојено 12 златних, 13 сребрних и 9 бронзаних медаља.
- Свјетско  првенство за сениоре 24. јуни 2007. Бергамо, Италија, освојено 4 златне, 2 сребрне и 7 бронзаних медаља.
- Европско сениорско  првенство 6. јуни 2008. Бањалука, Република Српска, освојено 7 златних, 4 сребрне и 5 бронзаних медаља.
- Свјетско  првенство за сениоре 13. јуни 2009. Форт Лодердејл, Флорида, САД, освојено 2 златне, 6 сребрних и 8 бронзаних медаља.[2]

## Такмичења у организацији КСРС
- Европско сениорско  првенство
- Првенство Републике Српске у каратеу за узраст од 8 до 21. године
- Куп Републике Српске у каратеу за узраст од 8 до 21. године
- Првенство Републике Српске у каратеу за сениоре и сениорке
- Куп Републике Српске у каратеу за сениоре и сениорке

## Карате клубови Републике Српске
- Карате клуб Академац, Бијељина
- Карате клуб Српски соко, Бијељина
- Карате клуб Рајко Црнобрња Глиго, Нови Град
- Карате клуб Сходан, Приједор
- Карате клуб Младост, Костајница
- Карате клуб Кнешпоље, Козарска Дубица
- Карате клуб Ипон, Прњавор
- Карате клуб Сочин, Бања Врућица Теслић
- Карате клуб Тигар, Теслић
- Карате клуб Шеснаеста, Бањалука
- Карате клуб Шотокан, Бањалука
- Карате клуб СР Карате центар, Бањалука
- Карате клуб Соко, Градишка
- Клуб борилачких вјештина Нитен, Градишка
- Карате клуб Слога, Добој
- Карате клуб Вила, Добој
- Карате клуб Шампион, Модрича
- Карате клуб Полет, Брод
- Карате клуб Пантери, Бијељина
- Карате клуб Рудар, Угљевик
- Карате клуб Мајевица, Лопаре
- Карате клуб Дрина, Зворник
- Карате клуб Српски соко, Зворник
- Карате клуб Милош Делић, Братунац
- Карате клуб Боксит, Милићи
- Карате клуб Леотар, Требиње
- Карате клуб Херцеговац, Билећа
- Карате клуб Славија, Источно Сарајево
- Карате клуб Игман, Источно Сарајево
- Карате клуб Терма, Гацко
- СО Бошман карате до, Приједор
- Карате клуб Вележ, Невесиње
- Карате клуб Дрина, Вишеград
- Карате клуб Омладинац, Соколац
- Карате клуб Бене, Калиновик
- Карате клуб Романија, Пале
- Карате клуб Љубишња, Фоча
- Карате клуб КБС, Требиње
- Карате клуб Сутјеска, Фоча
- Карате клуб Младост, Рогатица
- Карате клуб „Енергија” Бања Лука
- Карате клуб Синђелић, Бања Лука